# Raymond Fee
Raymond John Fee (ur. 12 stycznia 1903 w Saint Paul, zm. 2 czerwca 1983 w Collier) – amerykański bokser wagi muszej. W 1924 roku na letnich igrzyskach olimpijskich w Paryżu zdobył brązowy medal.